# Parroquia Nuestra Señora del Perpetuo Socorro y San Oscar Arnulfo Romero
La Parroquia Nuestra Señora del Perpetuo Socorro y San Oscar Arnulfo Romero, conocida popularmente como la Iglesia de la Cruz de Carrasco, es una iglesia parroquial católica ubicada en el barrio Cruz de Carrasco, en la ciudad de Montevideo. Se encuentra dentro de la Zona pastoral San Lucas, en la jurisdicción eclesiástica de la Arquidiócesis de Montevideo.

## Situación social
El templo se encuentra en una zona con problemas socioeconómicos y de inseguridad, en donde hay un alto nivel de menores vulnerables a la pobreza. En una ocasión el cura párroco Bonavía sufrió dos asaltos en el 2015 en el que le sustrayeron bienes y provocaron heridas.
Los menores pobres suelen acercarse a la iglesia a pedir comida porque siempre tiene las puertas abiertas y debido a la falta de instituciones en el barrio.
La parroquia se «nutre» de los vecinos para realizar su labor religiosa, formándose comunidades de base en la que participan varios vecinos. Además, hay una organización social llamada «La Pascua» que depende económicamente del INAU y es dirigida por integrantes de la comunidad parroquial, conformado por 30 personas encargadas de atender a unos 150 menores del barrio.
En el predio del templo también funciona un centro CAIF, un Aula Comunitaria de educación secundaria y un comedor comunitario.